# Vivek Prasad
Vivek Prasad (Itarsi, 25 de fevereiro de 2000) é um jogador de hóquei sobre a grama indiano.

## Carreira
Nas finais da FIH Series 2019 em Bhubaneswar, Vivek foi eleito o melhor jovem jogador do torneio. Ele integrou a Seleção Indiana de Hóquei sobre a grama masculino nos Jogos Olímpicos de Verão de 2020 em Tóquio, quando conquistou a medalha de bronze após derrotar a equipe alemã por 5–4. Nos Jogos Olímpicos de Verão de 2024, em Paris, conquistou a medalha de bronze no torneio masculino do hóquei sobre a grama, após vencer confronto contra a equipe espanhola por 2–1.